# Гальванизм

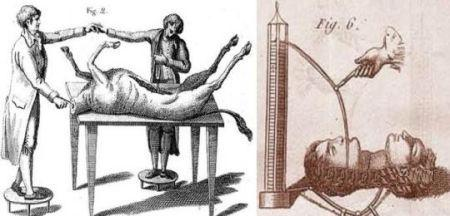
Гальванизм

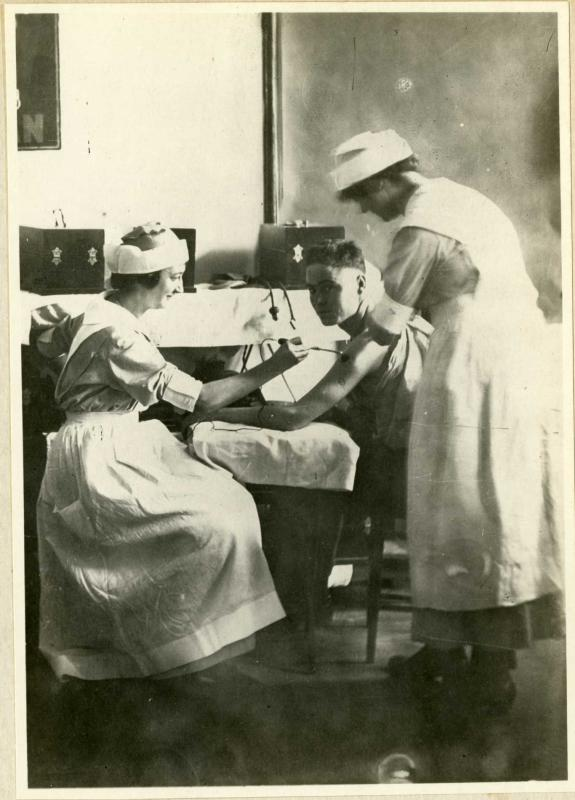
Электролечение: прерывистый гальванизм, используется для улучшения регенерации дельтовидной мышцы
(Первая половина XX века)

Гальванизм в биологии — сокращение мышцы, которая стимулируется электрическим током. В физике и химии это индукция электрического тока от химической реакции, как правило, между двумя химическими веществами с различной электроотрицательностью.

## История
Эффект был назван в честь ученого Луиджи Гальвани, который исследовал влияние электричества на расчлененных животных в 1780-е годы и 1790-е годы. Когда Гальвани занимался расчленением в своей лаборатории, его скальпель коснулся тела лягушки, и он увидел, что мышцы в ногах лягушки дергаются. Гальвани называл это явление, как животное электричество, полагая, что он обнаружил особую форму электричества. Многие гадали, что будет если пропустить ток через труп человека. И первым человеком, кто решился на это, стал племянник Гальвани — Джованни Альдини. В этот же год он отправился по Европе, во время своей поездки он предлагал публике своё изощренное зрелище.
А 18 января 1803 года в Лондоне была его самая выдающаяся демонстрация, а именно гальванические экзерсисы с купленным телом повешенного убийцы. Он подсоединял полюса 120-вольтного аккумулятора к телу казненного убийцы Джорджа Форстера. Когда Альдини помещал провода на рот и ухо, мышцы челюсти начинали подергиваться, и лицо убийцы корчилось в гримасе боли. Левый глаз открывался, как будто хотел посмотреть на своего мучителя. Газета London Times писала: «Несведущей части публики могло показаться, что несчастный вот-вот оживет»
The Newgate Calendar описывает то, что произошло, когда был использован гальванический процесс на теле:
«На первом применении процесса на лице, челюсти умершего преступника задрожали, и прилегающие к нему мышцы были ужасно искажены, и один глаз был фактически открыт. В последующей части процесса правая рука была поднята и сжата, а ноги и бедра были приведены в движение.»

## Современные исследования
Современное исследование гальванических эффектов в биологии называется электрофизиологией, термин гальванизм используется только в историческом контексте. Термин также используется для описания привлечения к жизни организмов, применяя электроэнергию.